# SC Schlesien Haynau
Der Sport-Club Schlesien Haynau war ein deutscher Sportverein aus der niederschlesischen Stadt Haynau (heute Chojnów, Polen).

## Geschichte
Der von Walter Preußner 1921 gegründete Verein ging aus dem TV 1861 Haynau hervor. 1930 stieg der Verein in die höchste Spielklasse, die Bezirksliga Niederschlesien auf. 1933 wurde die Gauliga Schlesien gegründet. Da Mannschaften aus der Niederschlesischen Fußballmeisterschaft keinen Startplatz in dieser erhielten, spielte Haynau in der zweitklassigen Bezirksliga Niederschlesien. Bereits in der ersten Saison gelang der Mannschaft der Aufstieg in die Gauliga. Dabei profitierten die Haynauer, dass der eigentliche Sieger, der TuSV Weißwasser, den Sportgau wechseln musste und die Haynauer so in die Aufstiegsrunde zur Gauliga Schlesien nachrückten. Die Gauligasaison verlief wenig erfolgreich, so dass Haynau als Letzter wieder in die Bezirksklasse Niederschlesien abstieg. Sein sensationellster Sieg in der Gauliga war der 1:0-Erfolg gegen Vorwärts-Rasensport Gleiwitz in Haynau, womit der damalige schlesische Meister in Haynau eine Niederlage einstecken musste.
1938 erfolgte die Wiedervereinigung mit dem TV 1861 Haynau zum TSV Schlesien 1861 Haynau. Zur Saison 1943/44 wurden alle unteren Fußballklassen in Niederschlesien aufgelöst und sämtliche noch spielfähige Mannschaften in die Gauliga Niederschlesien eingeordnet. Haynau beendete die Saison auf Platz 6 in der Staffel Liegnitz. Ein Spielbetrieb in der Saison 1944/45 ist nicht überliefert. Nach Ende des Zweiten Weltkrieges wurde die Stadt Haynau polnisch und der TSV Schlesien Haynau wurde aufgelöst.